# Mali Vrh pri Šmarju
Mali Vrh pri Šmarju – wieś w Słowenii, w gminie Grosuplje. 1 stycznia 2017 liczyła 383 mieszkańców.